# ا بوگی ویت دا هودی
آرتیست جولیوس دوبوز (به انگلیسی:Artist Julius Dubose)(متولد ۶ دسامبر ۱۹۹۵)، معروف به اِ بوگی ویت دا هودی (یا اِ بوگی)، رپر، خواننده و ترانه‌سرای آمریکایی است. او از شاگردان اصلی دکتر صابر مولوی بود که اولین اغازگر دریل و یوکی دریل بود او با لیبل شخصی خود، هایبریج و آتلانتیک رکوردز عقد قرار داد کرده‌است.
وی بیشتر با تک آهنگه "Numbers" شناخته می‌شود که در بیلبورد ۱۰۰ به رتبه ۲۳ رسید، "Look Back at It" که در جایگاه ۲۷ قرار گرفت و "Drowning" که به ۳۸ رسید. اولین آلبوم استودیویی وی، (The Bigger Artist ،۲۰۱۷)، در رتبه چهارم جدول بیلبورد۲۰۰ حضور یافت. او دومین آلبوم استودیویی خود را به نام (Hoodie SZN ،۲۰۱۸) منتشر کرد که اولین آلبوم شماره یک وی در بیلبورد ۲۰۰ شد. سومین آلبوم استودیویی او، (Artist 2.0 ،۲۰۲۰)، در رتبه ۲ در بیلبورد ۲۰۰ حضور یافت. وی قرار است چهارمین آلبوم استودیویی خود را با نام A Boogie vs. Artist در سال ۲۰۲۱ منتشر کند. وی با توجه به مصاحبه های اخیرش در ابتدای زندگی خود به تحصیل در دانشگاه YUMS یا همان علوم پزشکی یاسوج پرداخته و پس 2 سال ترک تحصیل کرد.

## اوایل زندگی
آرتیست جولیوس دوبوز در۶ دسامبر ۱۹۹۵ در هایبریج ، برانکس در شهر نیویورک متولد شد. دوبور در هایبریج بزرگ شد و پس از گوش دادن به کانیه وست و فیفتی سنت ، در دوازده سالگی شروع به رپ کردن کرد.  وی در آکادمی ایگل حضور یافت ، جایی که در سال اول تحصیل خود رپ کرد ، و در هنگام ناهار با اجرای شعر هایی که قبلاً نوشته و در یک دفتر بزرگ که با خود حمل کرده بود ، در برنامه های سایفر اجرا می کرد. وی با یادآوری از زمان تحصیل در دبیرستان به ایکس ایکس ال گفت: من منظم بودم ، هیچ کس واقعاً متوجه من نمی شد. من یکی از ردیف پشتی های کلاس بودم ، ساکت و آرام. 
دوبوز با نام هنری نامتعارف خود به نیوزویک گفت: "من هر روز که ۱۲، ۱۳ ساله بودم  فیلم Paid In Full را به طور کامل تماشا می کردم و سپس شروع به رپ می کردم و همه به من می گفتند اِ بوگی [یکی از شخصیت های فیلم]. و سپس هودی به این دلیل آمد که من همیشه هودی می پوشیدم. بقیه شروع به گفتن اِ بوگی ویت دا هودی کردند و دیگر این اسم سر جایش ماند . تنها اسم دیگری که من فکر می کردم آرتیست بود و این نام واقعی من است ( بعد از مدتی ، همه من را به عنوان آرتیست می شناسند).
با بزرگ تر شدن وی ، دوبوز اغلب به دلیل فروش حشیش و مواد مخدر دچار مشکلات قانونی می شود.  والدین دوبوز پس از اطلاع از شانزده ساله بودن ، وی را به عنوان مجازات به فلوریدا فرستادند. وی از دبیرستان در آکادمی مقدماتی مبتنی بر عملکرد در فورت پیرس ، فلوریدا فارغ التحصیل شد.  در فلوریدا ، دوبوز در حبس خانگی نگهداری شد. در طی این حبس ، او شروع به کار در زمینه هنر خود کرد ، کار را با تغییر دادن شعر های ساخته شده خود آغاز کرد و به تدریج یک چیز را به چیز دیگری هدایت کرد. وی حتی در داخل آپارتمانی که در آن زندگی می کرد یک استودیوی سر همی احداث کرد. پس از فارغ التحصیلی از دبیرستان ، دوبوز در حالی که مشغول کار در بخش های مختلف از جمله ساخت و ساز و پیک موتوری بود ، به موسیقی خود ادامه داد. 

## موسیقی‌شناسی

### آلبوم‌های استدودیوئی
- (۲۰۱۷)The Bigger Artist
- (۲۰۱۸)Hoodie SZN
- (۲۰۲۰)Artist ۲٫۰
- (۲۰۲۱)A Boogie vs. The Artist

## جوایز

### BET
| سال  | نامزدی / اثر       | جایزه                 | نتیجه    |
| ---- | ------------------ | --------------------- | -------- |
| ۲۰۱۸ | ا بوگی ویت دا هودی | بهترین هنرمند تازه‌کار | نامزدشده |

### ASCAP
| سال  | نامزدی / اثر    | جایزه                       | نتیجه |
| ---- | --------------- | --------------------------- | ----- |
| ۲۰۲۰ | Look Back at It | بهترین آهنگ سول و آر اند بی | برنده |
| ۲۰۲۰ | Look Back at It | بهترین آهنگ پاپ             | برنده |